# Lloyd Gough
Pour les articles homonymes, voir Gough.
Lloyd Gough est un acteur américain, né le 21 septembre 1907 à New York (États-Unis), et mort le 23 juillet 1984 à Los Angeles d'un anévrisme aortique.

## Biographie
Dans les années 1950, il est une des victimes du maccarthysme et inscrit sur la liste noire du cinéma.

## Filmographie

### Cinéma
- 1947 : Sang et or (Body and Soul) : Roberts
- 1948 : Bandits de grands chemins (Black Bart) : Shériff Gordon
- 1948 : Ils étaient tous mes fils (All my Sons) : Jim Bayliss
- 1948 : Le Barrage de Burlington (River Lady) : Mike Riley
- 1948 : Mon héros (A Southern Yankee) d'Edward Sedgwick : Capt. Steve Lorford
- 1948 : The Babe Ruth Story : Ballon
- 1948 : Scandale en première page (That Wonderful Urge) : Duffy
- 1949 : Tulsa : Bruce Tanner
- 1949 : Roseanna McCoy d'Irving Reis : Phamer McCoy
- 1949 : Always Leave Them Laughing : Monte Wilson
- 1949 : Tension de John Berry : Barney Deager
- 1950 : Outside the Wall : Red Chaney
- 1950 : Boulevard du crépuscule (Sunset Blvd.) : Morino
- 1951 : Storm warning : Cliff Rummel
- 1951 : Rudolph Valentino, le grand séducteur (Valentino) : Eddie Morgan
- 1951 : Le Foulard (The Scarf) d'Ewald André Dupont : Asylum Dr. Gordon
- 1952 : L'Ange des maudits (Rancho Notorious) : Kinch
- 1967 : Tony Rome est dangereux (Tony Rome) : Jules Langley
- 1968 : Police sur la ville (Madigan) : Earl Griffin
- 1968 : Fureur à la plage (The Sweet Ride) : Parker
- 1968 : Funny Girl : Bill Fallon, avocat
- 1969 : Willie Boy (Tell Them Willie Boy Is Here) : Dexter
- 1970 : L'Insurgé (The Great White Hope) : Smith aka Smitty, un reporter
- 1971 : My Old Man's Place : Dr. Paul
- 1973 : Complot à Dallas (Executive Action) : McCadden
- 1974 : Tremblement de terre (Earthquake) : Bill Cameron
- 1976 : Le Prête-nom (The Front) de Martin Ritt : Delaney
- 1977 : The Private Files of J. Edgar Hoover de Larry Cohen : Walter Winchell
- 1978 : House Calls : Harry Grady

### Télévision
- 1964 : Les Accusés (The Defenders) (Série) : Un avocat
- 1964 : East Side/West Side (Série) : Cliff Shaw
- 1964 : Au-delà du réel (The Outer Limits) (Série) : Gen Claiborne
- 1964 : The Reporter (Série) : John
- 1964 : Kentucky Jones (en) (Série) : Mr. Baxter
- 1964-1966 : Ben Casey (Série) : Dr. John Axelson / Robert Hanley
- 1965 : The Rogues (Série) : Herbert Crayle
- 1965 : For the People (Série) : Jesse Horell
- 1965 : The Loner (en) (Série) : Harry Sullivan
- 1965 : Slattery's People (Série) : Perovich / John Gait
- 1965 et 1967 : Le Fugitif (The Fugitive) (Série) : Ed Waverly / Hobar
- 1966 : Sur la piste du crime (The F.B.I.) (Série) : Harvey Scott
- 1966 : Perry Mason (Série) : Richard Bayler
- 1966 : Gunsmoke (Série) : Jacob Beamus
- 1966 : The Iron Men (Téléfilm) : Swineford
- 1966-1967 : Le Frelon vert (The Green Hornet) (Série) : Mike Axford
- 1967 : Les Envahisseurs (The Invaders) (Série) : Joel McMullen
- 1967 : Le Cheval de fer (Iron Horse) (Série) : Jack Fitzpatrick
- 1967 : Mannix (Série) : Sénateur Miniver
- 1967 : Accidental Family (Série) : Bennett
- 1967 et 1969 : Judd for Defense (Série) : David Lincoln / Mr. Bergholz
- 1968 : Cimarron (Série) : Capitaine Bragg
- 1969 : Médecins d'aujourd'hui (Medical Center) (Série) : Larry Sorenson
- 1970 : Hawaï police d'État (Hawai Five-0) (Série) : Nelson Blake
- 1970 : Storefront Lawyers (en) (Série) : Austin Troy
- 1970 : The Odd Couple (Série) : Sgt. Flanagan
- 1971 : Longstreet (Série) : Dr. Kenbrooke
- 1972 : The New Dick Van Dyke Show (Série) : Officier Jack Brown
- 1972 : Sandcastles (Téléfilm) : Paul Fiedler
- 1972 : Ghost Story (Série) : Le docteur
- 1972 et 1975 : Cannon (Série) : Warden /Paul Wilson
- 1973 : Banacek (Série) : Alan Trotter
- 1973 : Kojak (Série) : Inspecteur McNeill
- 1974 : Police Story (Série) : Mr. Morton / Blodgett
- 1974 : It's Good to Be Alive (Téléfilm) : Un chirurgien
- 1978 : Baretta (Série) : Juge Johnson
- 1979 : Barnaby Jones (Série) : Felix Warner
- 1980 : Fun and Games (Téléfilm) : Fred Fermin
- 1982 : Quincy (Série) : Juge Taylor / Juge Bernard Weinecke